# Gerard Kuiper

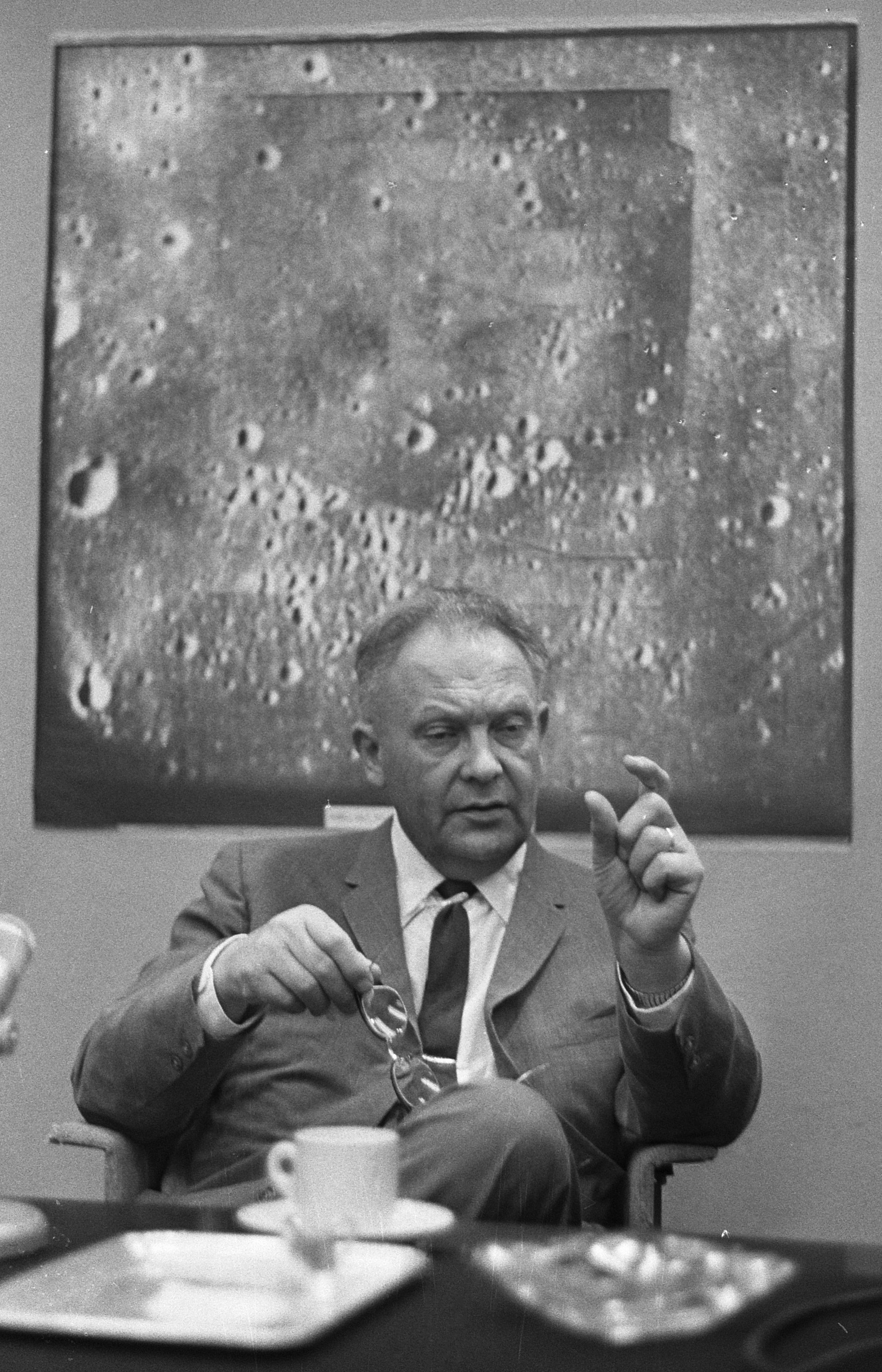
Gerard Kuiper in 1964.

Gerrit Pieter Kuiper (Tuitjenhorn, 7 december 1905 – Mexico-Stad, 23 december 1973) was een Nederlandse astronoom. Naar hem is de Kuipergordel genoemd.

## Biografie
Hij werd in het Noord-Hollandse Tuitjenhorn geboren als zoon van Gerrit Kuiper (1877-1962; kleermaker) en Antje de Vries (1880-1968). Kuiper promoveerde in 1933 aan de Rijksuniversiteit Leiden bij Ejnar Hertzsprung. De titel van zijn proefschrift was "Statistische onderzoekingen van dubbelsterren". Hij was een periode werkzaam bij de Leidse Sterrewacht en ging na zijn promotie naar de Verenigde Staten waar hij van 1935 tot 1937 assistent was in het Lick Observatory in Californië. Vanaf 1936 was hij professor aan de Universiteit van Chicago en de promotor van Carl Sagan. In 1937 verkreeg hij het Amerikaanse staatsburgerschap.
Van 1947 tot 1949 fungeerde hij als hoofd van het Yerkes Observatory en van 1957 tot 1960 van het McDonald Observatory. In 1960 richtte hij het Lunar and Planetary Laboratory op aan de Universiteit van Arizona in Tucson, waarvan hij tevens de directeur was.
Kuiper overleed in 1973 aan een hartaanval tijdens een vakantie in Mexico.

## Wetenschappelijk werk
Als hoofd van het onderzoeksprogramma van de National Aeronautic and Space Administration's Ranger hield hij zich bezig met het onderzoek naar planeten, kometen, planetoïden en maankraters. Hij stelde een theorie samen over het ontstaan van planeten.
Kuiper ontdekte twee manen in het zonnestelsel, namelijk Miranda bij Uranus en Nereid bij Neptunus.
In 1951 suggereerde hij het bestaan van een brede gordel van komeetachtige, uit rots en ijs bestaande objecten en planetoïden buiten de baan van de planeet Neptunus. Het bood onder meer een verklaring voor de vorming van de dwergplaneet Pluto. In de gordel zouden eveneens kometen kunnen ontstaan. Het bestaan van de Kuipergordel, zoals het gebied genoemd werd, werd pas ruim 40 jaar later bevestigd met de ontdekking van een tweede object (naast Pluto en haar maan Charon). In 2015 waren circa 2000 objecten in de gordel bekend.

## Vernoemingen naar Kuiper
In zijn geboortedorp Tuitjenhorn is een straat naar hem vernoemd, waar een standbeeld van hem staat (gemaakt door Gosse Dam).
Planetoïde 1776 Kuiper, drie kraters op de Maan, Mercurius, en Mars, en het voormalige Kuiper Airborne Observatory (de voorganger van SOFIA) zijn naar hem vernoemd, evenals de Gerard P. Kuiper Prize van de American Astronomical Society.
De benaming Mare Cognitum op de maan is afkomstig van Gerard Kuiper.
Het Amerikaanse bedrijf Amazon werkt aan Project Kuiper, een wereldwijd internet-netwerk vanuit duizenden satellieten rond de aarde.
In Tuitjenhorn staat sinds 2001 een standbeeld van Gerard Kuiper gemaakt door Gosse Dam.

## Impasse omtrent nieuwe Engelse en Spaanse nomenclatuur op de maan
Gerard Kuiper was geen gemakkelijk man om mee samen te werken. Dat ondervonden o.a. de Britse en Welshe maanwaarnemers Patrick Moore en Hugh Percy Wilkins (1896-1960), alsook een groepje bevriende Spaanse selenografen, toen ze een reeks nieuwe namen voor een honderdtal maankraters aan Kuiper probeerden voor te stellen, in de hoop elk van hen de status algemeen aanvaard te kunnen geven. Gerard Kuiper negeerde de hele onderneming als zijnde een nutteloze bijkomstigheid, met het gevolg dat deze namen (van de honderdtal maankraters) alsnog in niet-erkende toestand te zien zijn op sommige Europese maankaarten zoals de bekende Zwitserse Hallwag maankaart van Hans Schwarzenbach. Deze namen zijn ook te zien op maankaarten in boeken en atlassen van Patrick Moore.

## Apollo 8
In december 1968 slaagde Kuiper er in om telescopisch verkregen foto's te maken van de CSM (Command-Service Module) van Apollo 8 die op weg was naar de maan. Deze foto's tonen echter niet veel meer dan korte witte lijntjes tegen een achtergrond van sterren (lichtsporen, teweeggebracht door de zonlichtreflectie op de metalen wand van de CSM). Niettemin kon Kuiper bewijzen dat relatief kleine ruimteschepen met telescopen waar te nemen zijn, ook al bevinden ze zich op redelijke afstand van de Aarde, nabij de maan.